# Гранит (округ, Монтана)
Шаблон:StateAbbr_ 46°25′ пн. ш. 113°27′ зх. д. / 46.42° пн. ш. 113.45° зх. д.
Округ Гранит (англ. Granite County) — округ (графство) у штаті Монтана, США. Ідентифікатор округу 30039.

## Історія
Округ утворений 1893 року.

## Демографія
За даними перепису
2000 року
загальне населення округу становило 2830 осіб, усе сільське.
Серед мешканців округу чоловіків було 1450, а жінок — 1380. В окрузі було 1200 домогосподарств, 785 родин, які мешкали в 2074 будинках.
Середній розмір родини становив 2,91.
Віковий розподіл населення поданий у таблиці:
| Стать    | До 15 років | 15-21 | 22-29 | 30-39 | 40-49 | 50-65 | 65-85 | Понад 85 |
| -------- | ----------- | ----- | ----- | ----- | ----- | ----- | ----- | -------- |
| Чоловіки | 288         | 120   | 107   | 155   | 230   | 336   | 199   | 15       |
| Жінки    | 257         | 114   | 82    | 166   | 230   | 295   | 205   | 31       |

## Суміжні округи
- Міссула — північ
- Повелл — схід
- Дір-Лодж — південь
- Раваллі — захід

## Виноски
1. ↑  US Decennial Census. US Census Bureau. Архів оригіналу за 26 квітня 2015. Процитовано 28 листопада 2014.
2. ↑  Historical Census Browser. University of Virginia Library. Архів оригіналу за 16 серпня 2012. Процитовано 28 листопада 2014.
3. ↑  Population of Counties by Decennial Census: 1900 to 1990. US Census Bureau. Архів оригіналу за 22 вересня 2018. Процитовано 28 листопада 2014.
4. ↑  Census 2000 PHC-T-4. Ranking Tables for Counties: 1990 and 2000 (PDF). US Census Bureau. Архів оригіналу (PDF) за 18 грудня 2014. Процитовано 28 листопада 2014.
5. ↑  State & County QuickFacts. US Census Bureau. Архів оригіналу за 6 червня 2011. Процитовано 15 вересня 2013.(англ.) Наведено за англійською вікіпедією.
6. ↑  American FactFinder. Бюро перепису населення США. Архів оригіналу за 26 лютого 2012. Процитовано 31 січня 2008.

| США | Це незавершена стаття з географії США. Ви можете допомогти проєкту, виправивши або дописавши її. |